# На Мун Хі
На Мун Хі (кор. 나문희; На Кьонджа, кор. 나경자; нар. 30 листопада 1941) — південнокорейська акторка. З 1960 року Мун Хі має плідну акторську кар’єру на телебаченні та в кіно, яка охоплює понад п’ять десятиліть. Вона створила класичний корейський образ матері завдяки своїм телевізійним драмам «Навіть якщо вітер дме», «Найгарніше прощання у світі» (за сценарієм Но Хіґьон), «Моя кохана Сам Сун», «Моє рожеве життя», «До побачення, соло», «Тече річка Амнок» (на основі «Der Yalu fließt»), і «Це я, бабуся». На великому екрані Мун Хі отримала визнання за свої ролі в «Кулак, що плаче», «Ти моє сонечко», «Жорстокий зимовий блюз» і «Я можу говорити». Її схвалений критиками фільм «Я можу говорити» (2017) приніс їй трофей за найкращу жіночу роль на трьох престижних церемоніях: 54-ій Премії мистецтв Пексан, 38-ій Премії «Блакитний дракон» і 55-ій Премії «Великий дзвін» — досягнення, яке ще належить повторити.
Після серії комічних ролей у ситкомах, таких як «Високий удар ногою», акторка-ветеранка здобула нову популярність і зіграла головну героїню в комедії «Місія можлива: Викрадення бабусі К», потім зіграла головні ролі в «Дівчачий скаут», «Гармонія», «Сутінкові гангстери», і «Пані Бабуся».
У 2010 році вона отримала «Нагороду за досягнення» від MBC, а в 2012 році — престижний Орден По Ґвана за культурні заслуги.

## Особисте життя
Мун Хі одружена та має трьох дочок.

## Фільмографія

### Фільми
| Рік          | Назва                                       | Роль                           | Примітки      |
| ------------ | ------------------------------------------- | ------------------------------ | ------------- |
| 1998         | «Тиха сім'я»                                | Пані. Кан                      |               |
| 2000         | «Просто зроби це!»                          | Член родин (камео)             |               |
| 2002         | «Моя прекрасна дівчина, Марі»               | Бабуся Нам У (голос)           |               |
| 2002         | «Порятунок мого чоловіка»                   | Н/Д                            |               |
| 2003         | «Будь ласка, навчіть мене англійської мови» | Мама Мун Су                    |               |
| 2004         | «S Щоденник»                                | Мати Чі Ні                     |               |
| 2004         | «Прекрасні суперники»                       | Мати Йо Мі Ока                 |               |
| 2005         | «Кулак, що плаче»                           | Бабуся Сан Хвана               |               |
| 2005         | «Ти моє сонечко»                            | Мати Сок Джуна                 |               |
| 2006         | «Жорстокий зимовий блюз»                    | Мати Те Сіка                   |               |
| 2007         | «Голос вбивці»                              | Мати Кьон Бе (камео)           |               |
| 2007         | «18 травня»                                 | На Чу Дек                      |               |
| 2007         | «Місія можлива: Викрадення бабусі К»        | Квон Сун Бун                   |               |
| 2008         | «Дівчачий скаут»                            | Лі І Ман                       |               |
| 2010         | «Гармонія»                                  | Кім Мун Ок                     |               |
| 2010         | «Сутінкові гангстери»                       | Кім Чон Джа                    |               |
| 2014         | «Пані Бабуся»                               | О Маль Сун                     |               |
| 2017         | «Я можу говорити»                           | На Ок Бун                      |               |
| 2018         | «Реслер»                                    | Мати Гуй-бо                    |               |
| 2019         | «Маленька принцеса»                         | Маль Сун                       |               |
| 2020         | «Чесний кандидат»                           | Кім Ок Хі                      | [ 18 ]        |
| 2020         | Пішак                                       | Син І, бабуся (особлива поява) | [ 19 ]        |
| 2022         | «Мій ідеальний сусід по кімнаті»            | Ким Бун                        | [ 20 ] [ 21 ] |
| В очікуванні | «Герой»                                     | Н/Д                            | [ 22 ]        |

### Телесеріали
- «Таксист» (SBS, 2021)
- «Навіллера» (tvN, 2021)
- «Просто між коханцями» (JTBC, 2017)[23]
- «Дорогі мої друзі» (tvN, 2016)
- «Три відьми» (SBS, 2015)
- «Славний день» (SBS, 2014)
- «Родина Вана» (KBS2, 2013)
- «Мама вередує» (MBC, 2012)
- «Сини» (MBC, 2012–2013)[24]
- «П'ять пальців» (SBS, 2012)
- «Ппадам Ппадам» (jTBC, 2011–2012)
- «Я вірю в кохання» (KBS2, 2011)
- «Це я, бабуся» (MBC, 2010)
- «Щастя у вітрі» (KBS1, 2010)
- «Тече річка Амнок» (SBS, 2008)
- «Внутрішні світи» (KBS2, 2008)
- «Мій дорогоцінний ти» (KBS2, 2008–2009)
- «Жінка незрівняної краси, Пак Чонґим» (MBC, 2008)
- «Кубики маринованої редьки» (MBC, 2007–2008)
- «Декілька запитань, що роблять нас щасливими» (KBS2, 2007)
- «Високий удар ногою» (MBC, 2006–2007)
- «Відома принцеса Чхіль» (KBS2, 2006)
- «До побачення, соло» (KBS2, 2006)
- «Моє рожеве життя» (KBS2, 2005)
- «Моя кохана Сам Сун» (MBC, 2005)
- «Дорогоцінна родина» (KBS2, 2004–2005)
- «Кохання навколо нас» (MBC, 2004)
- «Собача миска» (SBS, 2004)
- «Люди з селища водяної квітки» (MBC, 2004)
- «Опґуджонський будинок» (SBS, 2003–2004)
- «Доки ти мріяла» (MBC, 2003)
- «Золота ера Менів» (MBC, 2002–2003)
- «Жінка» (SBS, 2002)
- «Ти є моїм світом»  (SBS, 2002)
- «Торговець» (MBC, 2001–2002)
- «Ніжні серця» (KBS1, 2001)
- «Кращий театр MBC: Історія моєї нареченої» (MBC, 2001)
- «Мати та старша сестра» (MBC, 2000)
- «Пан герцог» (MBC, 2000)
- «Ти не знаєш про мої почуття» (MBC, 1999–2000)
- «Чи справді ми були закохані?» (MBC, 1999)
- «Остання війна» (MBC, 1999)
- «Гарна таємниця» (KBS2, 1999)
- «Будинок над хвилями» (SBS, 1999)
- «Як ми проживаємо свої життя» (KBS1, 1998)
- «Причина, чому я живу» (MBC, 1997)
- «Тому що я кохаю тебе» (SBS, 1997)
- «Брати» (KBS1, 1997)
- «Найгарніше прощання у світі» (MBC, 1996)
- «Ім Ккокджон» (SBS, 1996–1997)
- «Відкрий своє серце» (MBC, 1996)
- «Мамин прапор» (SBS, 1996)
- «Злодій» (SBS, 1996)
- «Чханпхомданджі»[a] (MBC, 1995)
- «Навіть якщо вітер дме» (KBS1, 1995–1996)
- «Це є стосунками» (KBS1, 1995)
- «Сеульський місяць» (MBC, 1994)
- «Кращий театр MBC:Сун Даль і Пьон Ґу і Ок Джу» (MBC, 1993)
- «До дорогих інших людей» (SBS, 1993)
- «Надія» (MBC, 1993)
- «Міські люди» (MBC, 1991)
- «Ще одне щастя» (MBC, 1991)
- «Моя мати» (MBC, 1990)
- «Дивна сім'я, дивна школа» (MBC, 1990)
- «Люди з Тамчхудону» (KBS2, 1990)
- «Спадок» (MBC, 1989)
- «Три жінки» (MBC, 1989)
- «Перше кохання» (MBC, 1986)
- «Селище на березі моря» (MBC, 1985)
- «Кохання і правда» (MBC, 1984–1985)
- «Зірки є моїми зірками» (MBC, 1983)
- «Не можу забути» (MBC, 1983)
- «Ринкові люди» (MBC, 1983)
- «Привіт» (MBC, 1981)
- «Мамо, мені подобається тато» (MBC, 1979)
- «Пошукова група X» (MBC, 1978)
- «Господар» (MBC, 1978)
- «Аріран О!» (MBC, 1977)
- «Дні у старшій школі для дівчат» (MBC, 1976–1977)

### Телевізійні шоу
| Рік          | Назва                  | Роль                        | Примітки               | Примітки |
| ------------ | ---------------------- | --------------------------- | ---------------------- | -------- |
| 2022         | «Напад на бабусю»      | Ведуча                      | Наперед знята передача | [ 25 ]   |
| 2022         | «Гарячі співаки»       | Учасниця акторського слкаду |                        | [ 26 ]   |
| 2022–дотепер | «Один раунд сусідства» | Оповідач                    | 2 сезон                | [ 27 ]   |

## Театр
- «'ніч, Мати» (2008)[17][28]
- «Мати» (1996)

## Нагороди та номінації
| Рік  | Нагорода                                              | Категорія                                                  | Робота                                        | Результат | Примітки |
| ---- | ----------------------------------------------------- | ---------------------------------------------------------- | --------------------------------------------- | --------- | -------- |
| 1973 | 9-та Премія мистецтв Пексан                           | Нагорода за популярність (театр)                           | Н/Д                                           | Перемога  |          |
| 1976 | Премія MBC драма                                      | Нагорода за високу майстерність, Краща акторка озвучування | Н/Д                                           | Перемога  |          |
| 1983 | Премія MBC драма                                      | Нагорода за майстерність, Краща акторка                    | «Зірки є моїми зірками»                       | Перемога  |          |
| 1995 | Премія KBS драма                                      | Головний приз (Тесан)                                      | «Навіть якщо вітер дме»                       | Перемога  |          |
| 1996 | 32-га Премія мистецтв Пексан                          | Нагорода за популярність (жінки)                           | «Навіть якщо вітер дме»                       | Перемога  |          |
| 1996 | 23-тя Премія корейських мовників                      | Краща акторка                                              | «Талант»                                      | Перемога  |          |
| 2002 | Премія SBS драма                                      | Нагорода за майстерність, Кращий актор короткої драми      | «Ти є моїм світом»                            | Перемога  |          |
| 2005 | 42-га Премія Великий дзвін                            | Краща акторка другого плану                                | «Кулак, що плаче»                             | Перемога  |          |
| 2005 | 4-та Корейська кінопремія                             | Краща акторка другого плану                                | «Кулак, що плаче»                             | Номінація |          |
| 2005 | 4-та Корейська кінопремія                             | Краща акторка другого плану                                | «Ти моє сонечко»                              | Номінація |          |
| 2005 | 6-та Премія Пусанських кінокритиків                   | Краща акторка другого плану                                | «Ти моє сонечко»                              | Перемога  |          |
| 2005 | 13та Премія кіномистецтв Chunsa                       | Краща акторка другого плану                                | «Ти моє сонечко»                              | Номінація |          |
| 2005 | 26-та Кінопремія Блакитний дракон                     | Краща акторка другого плану                                | «Ти моє сонечко»                              | Номінація |          |
| 2006 | 43-тя Премія Великий дзвін                            | Краща акторка другого плану                                | «Ти моє сонечко»                              | Номінація |          |
| 2006 | Премія KBS драма                                      | Нагорода за високу майстерність, Акторки                   | «До побачення, соло», «Відома принцеса Чхіль» | Номінація |          |
| 2006 | 7-ма Корейська премія Жінки у фільмі                  | Краща акторка                                              | «Жорстокий зимовий блюз»                      | Перемога  | [ 29 ]   |
| 2007 | 43-тя Премія мистецтв Пексан                          | Найкраща жіноча роль                                       | «Жорстокий зимовий блюз»                      | Номінація |          |
| 2007 | 4-та Премія Max Movie                                 | Краща акторка другого плану                                | «Жорстокий зимовий блюз»                      | Перемога  |          |
| 2007 | 28-ма Кінопремія Блакитний дракон                     | Краща акторка другого плану                                | «Жорстокий зимовий блюз»                      | Перемога  | [ 30 ]   |
| 2007 | 1-ша Премія корейська кінозірка                       | Краща акторка другого плану                                | «18 травня»                                   | Перемога  |          |
| 2007 | Премія MBC розваг                                     | Нагорода за високу майстерність, Акторка у Комедії/Ситкомі | «Високий удар ногою»                          | Перемога  |          |
| 2008 | 2-га Премія корейської драми                          | Нагорода за досягнення                                     | Н/Д                                           | Номінація |          |
| 2010 | 31-ша Кінопремія Блакитний дракон                     | Краща акторка другого плану                                | «Гармонія»                                    | Номінація |          |
| 2010 | Премія MBC драма                                      | Нагорода за досягнення                                     | «Це я, бабуся»                                | Перемога  |          |
| 2011 | 6-та Сеульська міжнародна премія драми                | Краща акторка                                              | «Це я, бабуся»                                | Перемога  | [ 31 ]   |
| 2012 | Ордер По Ґвана за культурні заслуги                   | Н/Д                                                        | Н/Д                                           | Отримувач |          |
| 2014 | 14-та Корейський міжнародний молодіжний кінофестиваль | Улюблена акторка — Старша акторка                          | Н/Д                                           | Перемога  |          |
| 2015 | 10-та Премія Max Movie                                | Краща акторка другого плану                                | «Пані Бабуся»                                 | Перемога  |          |
| 2017 | 18-та Корейська премія Жінки у фільмі                 | Жінка у фільмі року                                        | «Я можу говорити»                             | Перемога  |          |
| 2017 | 6-та Премія корейської асоціації кіноакторів          | Топ зірка                                                  | «Я можу говорити»                             | Перемога  | [ 32 ]   |
| 2017 | 38-ма Кінопремія Блакитний дракон                     | Найкраща головна жіноча роль                               | «Я можу говорити»                             | Перемога  |          |
| 2017 | 38-ма Кінопремія Блакитний дракон                     | Популярна зірка                                            | «Я можу говорити»                             | Перемога  |          |
| 2017 | 11-та Премія азійсько-тихоокеанський екран            | Краща акторка                                              | «Я можу говорити»                             | Номінація |          |
| 2017 | 1-ша Сеульська премія                                 | Краща акторка                                              | «Я можу говорити»                             | Перемога  | [ 33 ]   |
| 2017 | 37-ма Премія корейської асоціації кінокритиків        | Краща акторка                                              | «Я можу говорити»                             | Перемога  | [ 34 ]   |
| 2017 | 17-ма Режисерська премія                              | Краща акторка                                              | «Я можу говорити»                             | Перемога  |          |
| 2017 | 4-та Премія корейської асоціації кінопродюсерів       | Краща акторка                                              | «Я можу говорити»                             | Перемога  |          |
| 2017 | Премія Cine 21                                        | Краща акторка                                              | «Я можу говорити»                             | Перемога  |          |
| 2018 | 9-та Кінопремія KOFRA                                 | Краща акторка                                              | «Я можу говорити»                             | Перемога  |          |
| 2018 | 55-та Премія Великий дзвін                            | Краща акторка                                              | «Я можу говорити»                             | Перемога  | [ 35 ]   |
| 2018 | 23-тя Премія мистецького кіно Chunsa                  | Краща акторка                                              | «Я можу говорити»                             | Номінація | [ 36 ]   |
| 2018 | 27-ма Кінопремія Буїль                                | Краща акторка                                              | «Я можу говорити»                             | Номінація | [ 37 ]   |
| 2018 | 54-та Премія мистецтв Пексан                          | Найкраща жіноча роль                                       | «Я можу говорити»                             | Перемога  | [ 38 ]   |

## Виноски
1. ↑  Точного перекладу не зміг знайти, тому використав транслітерацію. Але згідно з цією статтею (Енциклопедія корейського фольклору (кор.)) це якась книга що описує щоденне королівське життя пізнього Чосону до наших дніd та є цінним матеріалом для дослідження життя королівського суду і приготування королівської їжі.